# KK Rogaška
Der Košarkaški klub Rogaška ist ein slowenischer Basketballverein aus Rogaška Slatina in der Untersteiermark. Der 1960 gegründete Vorgängerverein wurde nach der Teilnahme am internationalen Korać-Cup 1997 aus finanziellen Gründen aufgelöst, aber bereits nach einem Jahr als KK Rogaška 98 wieder gegründet. Seit 2011 spielt der Verein wieder erstklassig in Slowenien und errang 2015 die Vizemeisterschaft nach der verlorenen Finalserie gegen KK Tajfun Šentjur.

## Geschichte

### 1960 bis 1997
Die 1960 gegründete Herrenmannschaft spielte nach der Unabhängigkeit Sloweniens in der Premierensaison 1991/92 in der nun höchstklassigen nationalen Spielklasse und erreichte als Rogaška Donat MG den fünften Platz, womit sie nur knapp den Einzug in die Play-offs um die Meisterschaft verpasste. Als Hauptrundendritter der folgenden Saison verlor man in den Play-offs, die vorerst einmalig um ein Viertelfinale erweitert wurden, in der ersten Runde gegen den vormaligen Vizemeister aus Postojna. In den folgenden Spielzeiten verpasste man erneut die Play-offs und erreichte zumeist den sechsten Platz der Abschlusstabelle. Dies reichte 1996 zur Teilnahme am europäischen Korać-Cup 1996/97, bei dem man sich in der Qualifikationsrunde gegen Keravnos Strovolou aus Zypern durchsetzte. In der darauffolgenden Vorrunde verlor man jedoch alle sechs Gruppenspiele unter anderem gegen den späteren Halbfinalisten Benetton Treviso. Das Fortkommen im internationalen Wettbewerb hatte jedoch die Liquidität des Vereins angegriffen, dessen Herrenmannschaft auch in der nationalen Meisterschaft nur vier von 22 Spielen gewann und den letzten Tabellenplatz und sportlichen Abstiegsplatz belegte. Zum Ende der Saison wurde die Mannschaft vom Spielbetrieb abgemeldet.

### Seit 1998
Bereits ein Jahr später wurde der Spielbetrieb im KK Rogaška 98 wieder aufgenommen, der aber auch wappenmäßig eng an seinen Vorgänger anknüpft. Zunächst spielte man hauptsächlich in der dritten slowenischen Liga mit Ambitionen auf den Aufstieg in die Zweitklassigkeit. Ab 2007 konnte man sich schließlich in der zweithöchsten Spielklasse etablieren, in der man zweimal nur knapp an der Rückkehr in die Erstklassigkeit scheiterte. Nach dem Einstieg des lokalen Glashütten-Betriebs als Sponsor gelang als KK Rogaška Crystal 2011 der Sprung zurück in die höchste slowenische Liga. 
In der 1. SKL konnte sich die Mannschaft ab 2011 kontinuierlich verbessern und erreichte 2014 erstmals wieder die Meisterschaftsrunde der sechs besten Mannschaften. Auf dem sechsten Platz zog man in die Play-offs ein, die erstmals wieder mit einem Viertelfinale ausgespielt wurden und verlor in der ersten Runde gegen Helios Suns Domžale. In der folgenden Saison reichte eine ausgeglichene Siegesbilanz in der Meisterschaftsrunde zum dritten Platz. Nach gewonnenem Viertelfinale bezwang man Helios Suns im Halbfinale und zog erstmals in die Finalserie um die Meisterschaft ein. Hier traf mit dem regionalen Rivalen und Meisterschaftsrunden-Fünften KK Tajfun Šentjur auf eine weitere Überraschungsmannschaft. In der Serie der Finalnovizen konnte sich der Konkurrent aus der Savinjska mit drei Siegen zu einem durchsetzen und erreichte damit auch die Qualifikation für die supranationale Adriatische Basketballliga (ABA-Liga), die KK Rogaška vorerst verwehrt blieb. In der Saison 2015/16 gewann KK Rogaška die Vorrunde der slowenischen Meisterschaft deutlich mit nur einer Niederlage, erreichte aber in der Meisterschaftsrunde nur den fünften Platz unter anderem hinter Helios Suns, die in der Vorrunde nur den dritten Platz mit fünf Niederlagen belegt hatten. Im Play-off-Viertelfinale hatte die Mannschaft aus Domžale daher Heimvorteil und konnte den KK Rogaška bezwingen sowie später überraschend den Meisterschaftstitel holen.

## Bekannte Spieler
| - Damjan Novaković - Mitja Nikolić 2013/14 - Sandi Čebular 2013–15 - Cory Remekun 2015/16 |